# Anders Staaf
Karl Anders Gustaf Staaf, född den 28 oktober 1916 i Hällesjö församling i Jämtlands län, död den 14 maj 2003 i Hedemora, var en svensk skogsvetare.
Staaf var skogsförvaltare vid Svenska Cellulosa 1947–1956 och verkställande direktör vid Föreningen Värmlands skogsarbetsstudier 1956–1962. Han var prefekt och professor i skogsteknik I 1962–1983 vid Skogshögskolan i Garpenberg. Staaf invaldes som ledamot av Kungliga skogs- och lantbruksakademien 1965. Han blev hedersdoktor i skogsvetenskap i Delaware i USA 1987. Staaf utgav Lastredskap för terrängtransport (1963), Släkten Staaf från Ljungå i Jämtland (I, 1969) och Drivning, avverkning och transport i skogsbruket (1972) samt böcker i skogsteknik, bland annat Skydd och säkerhet i skogsbruket (1979) och Tree Harvesting Technique (tillsammans med Åke Wiksten 1984). Han författade artiklar i tidskrifter och handböcker om skoglig driftplanläggning och andra fackfrågor. Staaf är begravd på Hedemora kyrkogård.